# Monomono
Monomono, encore stylé MonoMono est un groupe nigerian de musique Afrobeat originaire de Lagos au Nigéria. Formé en 1971 par Joni Hasstrup, le groupe sera composé de cinq membres dont deux membres additionnels. Il s'agit de Joni Haastrup, Babá Ken Okulolo, Stephen Kontor, Candido Obajimi, Friday Jumbo et Jimmy Lee Adams, Le groupe sortira plusieurs disques dont Give the Beggar a Chance et The Dawn of Awareness reédités en 2011 successivement par EMI et Capital

## Historique
Au cours d'une rencontre, Joni Haastrup est invité par Ginger Baker à rejoindre son groupe Ginger Baker's Air force, pour participer à leurs tournées européennes. C'est son retour sur Lagos au Nigéria en 1971 que Joni Haastrup fonde le groupe Monomono avec trois membres. Le groupe sortira par la suite des albums vinyles qui deviennent des succès auprès du public. Parmi ces albums, il y a Give the Beggar a Chance sorti en 1972 puis The Dawn of Awareness en 1974 qui seront réédités en 2011 également. Momonomo a été très actif entre 1971 et 1976. Le groupe de sépare en 1976. À la séparation de Monomono, Joni Haastrup lui, se rend à Londres pour commenncer une carrière solo en enrégistrant Wake up your mind

## Membres
- Joni Haastrup (orgue, piano, synthétiseur, percussions, chant)
- Keni Okulolo (basse, percussions, chant)
- Friday Jumbo (congas, chant)
- Jimi Adams (guitare, chant)
- Stephen Kontor (percussions)
- Berkley Jones ( guitare électrique)
- Candido Obajimi (batterie, percussions)

## Discographie

### Album
- 1971: A Dele[7]
- 1972: Give the Beggar a Chance[8]
- 1974: The Dawn of Awareness[9]

### Titres
- Ijo Ibile Wa
- Awareness
- Unfinished Music
- Make Dem Realise
- Tire Loma Da Nighehin
- Laipo Laipo Laiye Nyi
- Plain Fighting (Your Life Is What You Make Of It)
- Ipade Aladun
- Make Them (You) Realise everybody's Gotta Be Free
- Tire Loma Da Nighehin
- Get Yourself Together
- Awareness Is Wot You Need